# Аделе Аджосун
Аделе Аджосун (д/н — 1837) — 7-й оба (правитель) Лагосу в 1801—1821 і 1835—1837 роках (за іншою хронологією — 1775—1780 і 1832—1834).

## Життєпис
Син оби Кутере, після смерті якого близько 1801 року успадкував владу. Загалом продовжував політику попередника. Ослаблення держави ойо та посилення халіфату Сокото на півночі, що заснував емірат в Ілоруні, сприяло активізації ісламських проповідників та посилення поширення ісламу. За правління Аделе Аджосун набув поширення. Сам оба перейшов в іслам, проте ймовірно під тиском обставин. Про це свідчить участь його дітей у традиційному святі Егун, де одягали поганські маски.
У 1821 році, коли Аделе вирушив до столиці Бенінського царства (за різними відомостями поховати батька або привезти щорічну данину) його брат Осінлокун захопив владу. 
Аделе перебрався до міста Бадагрі, де невдовзі став його очільником. Спроби отримати допомогу британців у поверненні влади в Лагсоу виявилися невдалими. Разом з дружиною Ефінроєю Тінубу з Егбаладу активно займався работоргівлею, перепродажем солі та тютюну.
Лише у 1835 році зумів повернутися до влади. Проте панував лише 2 роки. Йому спадкував син Олуволе.